# Anne (chaîne de télévision)
Pour les articles homonymes, voir Anne (homonymie).
anne était une chaîne de télévision musicale privée belge néerlandophone, créée en 2009 et appartenant au groupe Medialaan et à Proximus. Elle disparut le 31 août 2016.

## Histoire
Créée le 8 juillet 2009, anne était le fruit d'une collaboration entre Medialaan et Belgacom (Proximus). Elle était disponible exclusivement sur la plateforme de Proximus TV. Chaîne thématique, elle diffusait principalement de la musique flamande.
En décembre 2010, la chaîne opéra un nouvel habillage, avec un nouveau logo et de nouveaux jingles.
Anne cessa d'émettre le 31 août 2016.

## Programmes
- Anne Danst
- Anne Live
- Anne Zomert
- De Lijst
- De Doos
- Goeieavond, Avond
- Kids Hits
- Live in Concert
- Lunch!
- Opstaan
- Pluk De Dag
- Schlager Top 10
- Sterren.nl Top 20 (avec Monique Smit)
- Top 25
- Vlaanderen Boven!
- Weekend!
- Anne Showcase (avec Els Tibau et Gene Thomas)
- Anne Unplugged
- Annes Vlaamse 10 (avec Tess Goossens)
- Knuffeltijd (avec Dean Delannoit)
- Anne kookt! (avec Jeroen Minnebo)
- Anne Shownieuws (avec Jeroen Minnebo)
- Coupe Soleil
- Anne komt naar je toe
- Annes Vlaamse Muziek Awards